# 戦勝駅
戦勝駅（チョンスンえき、せんしょうえき）は、朝鮮民主主義人民共和国の平壌市にある、平壌地下鉄革新線の駅である。千里馬線の戦友駅との乗換駅でもある。

## 駅構造
出入口は2つあるが、片方は金正恩の執務室がある朝鮮労働党3号庁舎に直結した秘密通路である。
地下にはホールがあり、祖国解放戦争（朝鮮戦争）の英雄の顔写真が並べられている。

## 駅周辺
- 千里馬線戦友駅（乗換駅）
- 4・25文化会館
- 中国大使館
- 地下鉄革命事績館
- 戦勝映画館
- 朝鮮労働党3号庁舎
- 朝鮮中央放送委員会
- 戦勝革命事績館
- 金日成総合大学
- 綾羅島

## 歴史
1975年9月9日、革新線の革新駅-楽園駅間の開業に伴い開業した。
2020年に戦友駅と共に駅構内がリニューアル工事され、6月13日付『労働新聞』が写真入りで報道した。

## 隣の駅
平壌地下鉄
革新線
革新駅 - 戦勝駅 - 三興駅